# Praobdellidae

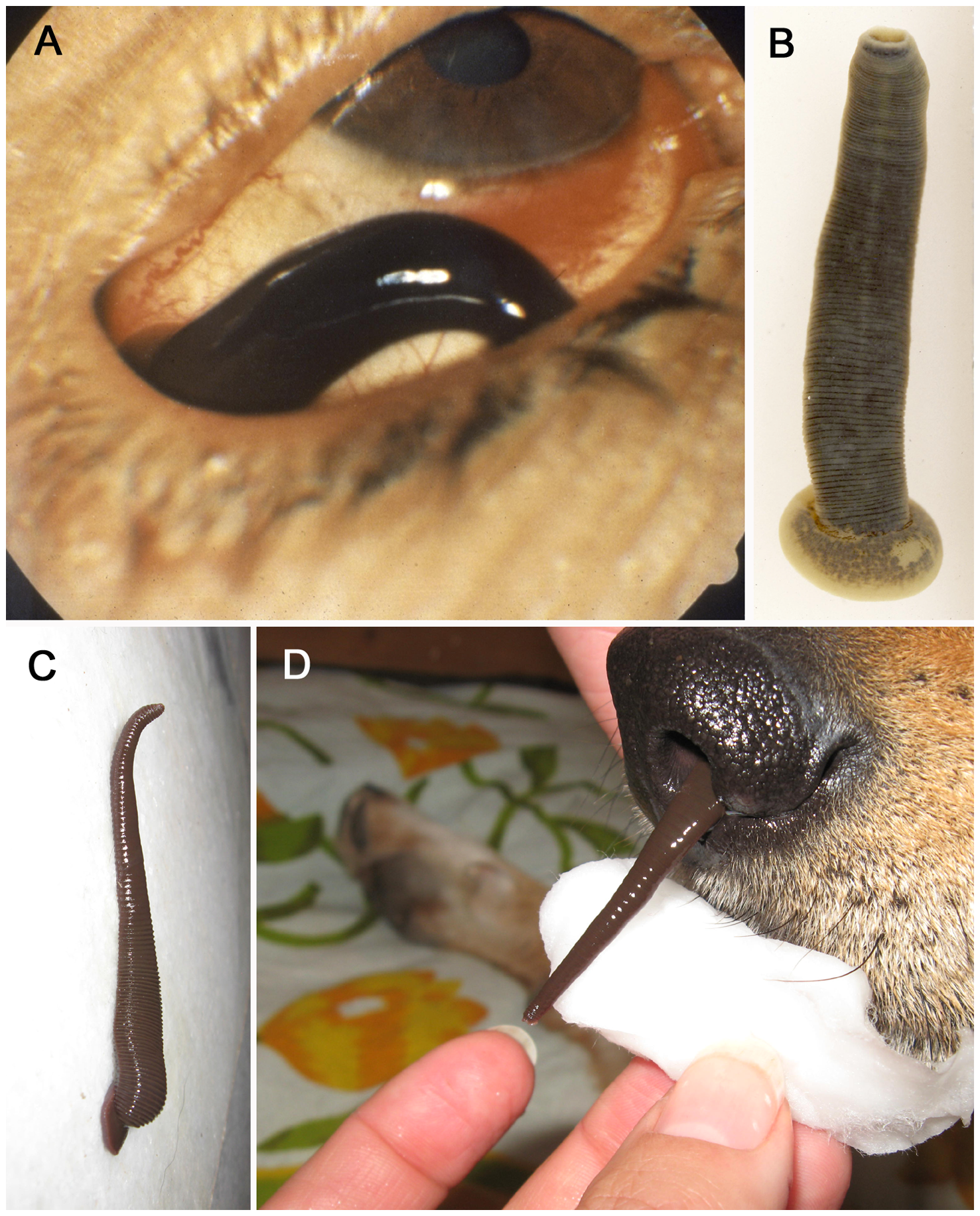
A, B: Nasenegel (Dinobdella ferox), C, D: Myxobdella annandalei

Praobdellidae ist der Name einer Familie von Blutegeln in der Unterordnung der Kieferegel, die als Endoparasiten insbesondere an Schleimhäuten im Mund und den Atemwegen von Säugetieren deren Blut saugen und die übrige Zeit im Süßwasser leben. Es gibt Verbreitungsgebiete auf allen Kontinenten mit Ausnahme Australiens und der Antarktis.

## Merkmale
Die Egel der Familie Praobdellidae besitzen in ihrem Mund Kiefer, an denen meist jeweils weniger als 12, höchstens aber 34 Zähne sitzen. Wie bei anderen Kieferegeln sind es meist drei Kiefer, bei Tyrannobdella rex jedoch nur einer – der mittlere dorsale Kiefer. Die Zähne an den Kiefern sitzen bei den Gattungen Praobdella und Myxobdella in zwei Reihen (distichodont), in den Gattungen Limnatis und Tyrannobdella jedoch in nur einer Reihe (monostichodont), während die Kiefer bei Dinobdella zahnlos sind. Die Kiefer beziehungsweise Zähne sind zu weich, um Menschenhaut oder Säugetierfell zu durchbeißen, doch sind sie geeignet, Wunden in Schleimhaut oder auch in Amphibienhaut zu raspeln. Der Mund weist am vorderen Saugnapf zumeist eine segelartige (velare) Vorderlippe auf. Der hintere Saugnapf ist fast immer größer oder zumindest so groß wie die breiteste Stelle des Rumpfes. An der Bauchseite des Körpers gibt es keinerlei drüsige Bereiche.

## Lebenszyklus und Ernährung
Die Praobdellidae leben im Gegensatz zum Großteil der Egel als zeitweilige Endoparasiten an den Schleimhäuten der Mundhöhle, der Nasenhöhle und der oberen Atemwege von Säugetieren, doch ist beispielsweise von dem als Schleimhautparasit an Vieh und Mensch gefürchteten Rossegel (Limnatis nilotica) bekannt, dass er auch ektoparasitisch an Amphibien lebt, deren dünne Haut er ebenso mit seinen weichen Zähnen durchraspeln kann. Der Endoparasitismus bedeutet, dass die Egel ihren Wirt nicht verlassen, wenn sie sich vollgesogen haben, sondern in diesem längere Zeit verbleiben und sich mehrfach satttrinken. Die ausgewachsenen Egel verlassen ihren Wirt und leben im Süßwasser. Wie andere Gürtelwürmer sind sie Zwitter und begatten sich bei der Paarung gegenseitig. Aus dem Schleim des Clitellums wird ein Eikokon gebildet, in den die befruchteten Eier gelegt werden. Es schlüpfen fertige kleine Egel, die eine Gelegenheit benötigen, um in die Nase oder den Mund eines trinkenden Säugetiers zu schwimmen – oder alternativ sich an einem Amphibium festzusaugen.

## Verbreitung
Die Arten der Familie Praobdellidae sind auf allen Kontinenten außer Australien und der Antarktika verbreitet. Die Gattung Praobdella ist in Afrika vertreten, Myxobdella in Afrika und Asien, Dinobdella mit dem in Rindernasen auf Sri Lanka und in Indien häufigen Nasenegel (Dinobdella ferox) in Asien. In Europa, Afrika und Asien sind der Rossegel (Limnatis nilotica) und zwei weitere Arten der Gattung Limnatis als Schleimhautparasiten an Wild, Vieh und Mensch zu finden. Die übrigen Gattungen haben dagegen Vertreter in Nordamerika, Mittelamerika und Südamerika, so die Gattung Limnobdella mit der in Mexiko lebenden Art Limnobdella mexicana, die Gattung Pintobdella mit der zuerst im mexikanischen Bundesstaat Chiapas gefundenen Art Pintobdella chiapasensis sowie die monotypische Gattung Tyrannobdella mit der einzigen Art Tyrannobdella rex, die am Ostabhang der Anden von Peru (Region San Martín und Junín) aus den Atemwegen hieran erkrankter Menschen isoliert wurde.

## Systematik

### Geschichte
Als der französische Zoologe Raphaël Blanchard 1896 gleichzeitig mit der Typusart Praobdella büttneri die dazu gehörige Gattung beschrieb, entschied er sich für den Gattungsnamen Praobdella, nach seiner Übersetzung „milder, nicht grausamer Blutegel“ (altgriechisch πρᾶος prâos „sanft, mild, gnädig“ und βδέλλα bdélla „Egel“), wobei ihm der natürliche Lebensraum und die Lebensweise der ihm konserviert vorliegenden Tiere offenbar nicht bekannt waren und es keine Angaben hierzu in seiner Arbeit gibt. Seitdem sind keine Exemplare dieser Art mehr gesammelt worden, doch leben entgegen Blanchards Charakterisierung als „milder Egel“ (πραοβδέλλα) die besser untersuchten anderen Arten dieser Familie einschließlich der 1958 von John Percy Moore beschriebenen Praobdella radiata als sehr gefürchtete Endoparasiten in den Atemwegen von Säugetieren, so dass die Gattung des Nasenegels 1927 von John Percy Moore den Namen Dinobdella (δεινοβδέλλα), „schrecklicher Egel“, erhielt.
Der US-amerikanische Zoologe Roy T. Sawyer beschrieb 1986 in seinem Standardwerk Leech Biology and Behavior die Praobdellinae als neue Unterfamilie innerhalb der Familie Hirudinidae mit den in Afrika und Asien auftretenden distichodonten Gattungen Praobdella, Myxobdella und Dinobdella. Anna J. Phillips und andere gestehen in ihrer vergleichenden molekulargenetischen und anatomischen Arbeit von 2010 der Gruppe den Status einer Familie Praobdellidae zu und stellen neben der neu entdeckten peruanischen Art Tyrannobdella rex die amerikanischen Gattungen Limnodella und Pintobdella sowie die Altweltgattung Limnatis in diese Familie, so dass nun auch monostichodonte Egel eingeschlossen sind.

### Äußere Systematik
Aus den molekulargenetischen Untersuchungen von Phillips und anderen 2010 ergibt sich, dass die Praobdellidae als monophyletische Gruppe die Schwestergruppe eines Taxons sind, das wiederum aus den beiden Schwestergruppen Macrobdellidae und Semiscolecidae besteht. Sie sind innerhalb der Kieferegel mit den Hirudinidae, zu denen der europäische Medizinische Blutegel gehört, nur entfernt verwandt.

### Gattungen
Nach Phillips et al. 2010 umfasst die Familie Praobdellidae folgende Gattungen:
- Dinobdella
- Limnatis
- Limnodella
- Myxobdella
- Praobdella
- Pintobdella
- Tyrannobdella